# Teškonoga moa
Teškonoga moa (lat. Pachyornis elephantopus) je izumrla ptica neletačica iz porodice moa. Bila je endem Novog Zelanda.
Kao i sve neletačice, bila je članica reda nojevki. Imala je prsnu kost bez rtenjače. Također je imala i karakteristično nepce. Podrijetlo ove ptice postaje sve jasnije, pa mnogi shvaćaju da su njezini preci mogli letjeti i odletjeli su u južne krajeve, gdje su se udomaćili. 
Teškonoga moa bila je oko 1.8 metara visoka, a težila je čak oko 145 kilograma. Otkrio ju je W.B.D. Mantell na mjestu Mantell, kod Awamoa, blizu grada Oamaru. Opisao ju je prema kostima nađenim na tom mjestu, koje je uzeo sa sobom u Englesku. Od kostiju drugih ptica načinio je potpun kostur, koji stoji u Britanskom muzeju. Latinski naziv ovoj ptici dao je Richard Owen.